# Huka minima
Huka minima – gatunek pająka z rodziny lejkowcowatych.

## Taksonomia
Gatunek ten opisany został po raz pierwszy w 1973 roku przez Raymonda Roberta Forstera i Cecila Louisa Wiltona w czwartej części monografii poświęconej pająkom Nowej Zelandii. Jako miejsce typowe wskazano Taumarunui na Wyspie Północnej.

## Morfologia
Holotypowa samica ma karapaks długości 0,5 mm i szerokości 0,39 mm oraz opistosomę (odwłok) długości 0,81 mm i szerokości 0,48 mm. Barwa karapaksu jest jasnosłomkowożółta. Ośmioro oczu rozmieszczonych jest w dwóch niemal prostych w widoku grzbietowym rzędach. Oczy wszystkich par są podobnych rozmiarów z wyjątkiem oczu przednio-środkowych, które są wyraźnie mniejsze. Czworokąt utworzony przez oczy par środkowych jest czterokrotnie szerszy z tyłu niż z przodu i trzykrotnie dłuższy niż na przedzie szeroki. Szczękoczułki mają po 2 zęby na krawędziach tylnych oraz po 3 zęby na przednich krawędziach bruzd. Sternum jest owalne w zarysie.
Odnóża są jasnosłomkowożółte. Kolejność par odnóży od najdłuższej do najkrótszej to: IV, I, II, III. Najdłuższa para osiąga 1,46 mm długości. Trzy pierwsze pary odnóży pozbawione są kolców. Pazurki górne mają po 10 ząbków, a pazurki dolne po jednym ząbku.
Opistosoma (odwłok) jest czarno pigmentowana. Wyposażona jest w szerokie, trzykrotnie szersze niż długie siteczko przędne o podzielonym pólku przędnym. Kądziołki przędne przedniej pary są szeroko rozstawione.

## Ekologia i występowanie
Gatunek ten jest endemitem Nowej Zelandii, znanym tylko z miejsca typowego. Zasiedla lasy, gdzie bytuje w ściółce.